# 瀬尾英樹
瀬尾 英樹（せお ひでき、Hideki Seo、1974年5月10日 - 2024年3月）は、日本・広島県のファッションデザイナー.アーティスト

## 人物
京都市立芸術大学を卒業後、グラフィックデザイナーを経てアントワープ王立芸術アカデミーファッション科を首席で卒業。現在はアズディン・アライアのファーストアシスタントを勤めると共に自身もアーティストとして、パリのモードの枠を乗り越えたアート作品を制作、世界各地の美術館で発表中
。
2024年3月21日に訃報が発表された。享年49。

## 展覧会
- 2004
  - Usage Externe deux, Collaboration with Kart Stallaert ( Brussels )
- 2005
  - Loveless (東京)
  - Rooms 10 (東京)
  - Labels inc. (アントワープ)
  - Francis (アントワープ)
  - Nieuwe Ontwerpers (ロッテルダム)
  - Side by Side in Laforet Harajuku (東京)
- 2011
  - “ARRRGH! Monsters in Fashion” by Vasilis Zidianakis of ATOPOS, Benaki Museum (アテネ)
- 2012
  - Solo exhibition “Hideki Seo”, Galerie Papelart (パリ)
- 2013
  - “A queen within”, World chess hall of fame (セントルイス, アメリカ)
  - Launch of “A queen within” at Christy’s New York
  - Rooms 27” ( 東京 )
  - “50 years birthday of Antwerp fashion”, at Mode museum (アントワープ)
  - “ARRRGH!” Monsters in Fashion”, Centraal Museum (オランダ)
  - “ARRRGH!” Monstres de Mode”, La Gaîté Lyrique (パリ)
- 2015
  - Solo exhibition “ON MY WAY – HIDEKI SEO” projects+gallery (セントルイス, アメリカ)[6]

## 作品集
- 『HIDEKI SEO』2014  ISBN 978-2-7466-7161-4

## パブリックコレクション
- FIT美術館 (ニューヨーク)